# بيل روبنسون (سياسي)
بيل روبنسون (بالإنجليزية: Bill Robinson)‏ هو فلاح وسياسي أسترالي، ولد في 4 أكتوبر 1907 في المملكة المتحدة، وتوفي في 21 يناير 1981 في برث في أستراليا. حزبياً، نشط في الحزب الوطني الأسترالي. وقد انتخب عضو مجلس الشيوخ الأسترالي ‏ عن دائرة أستراليا الغربية (7 أكتوبر 1952 – 8 مايو 1953).